# Västerhamn

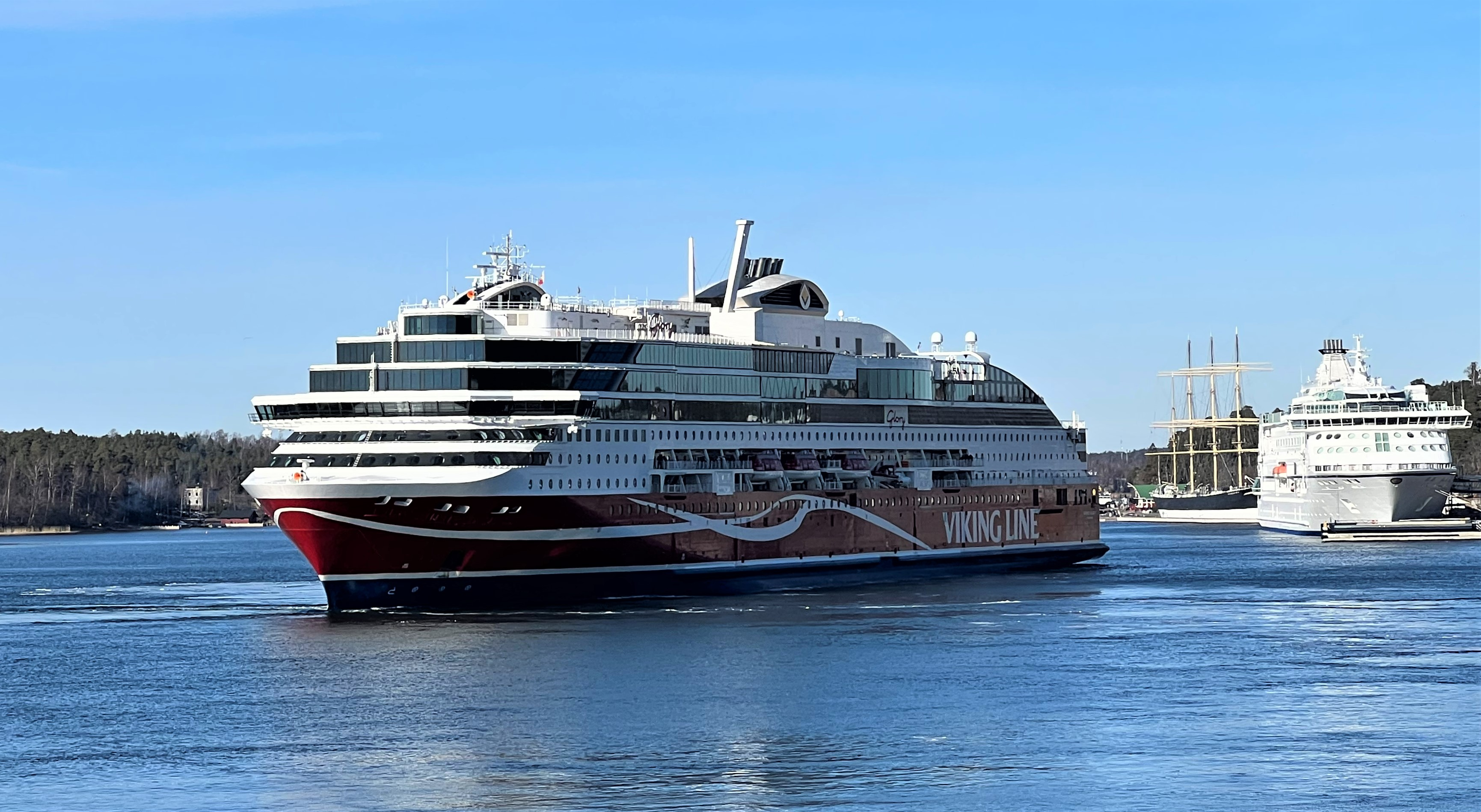
M/S Viking Glory i Västerhamn i mars 2022.

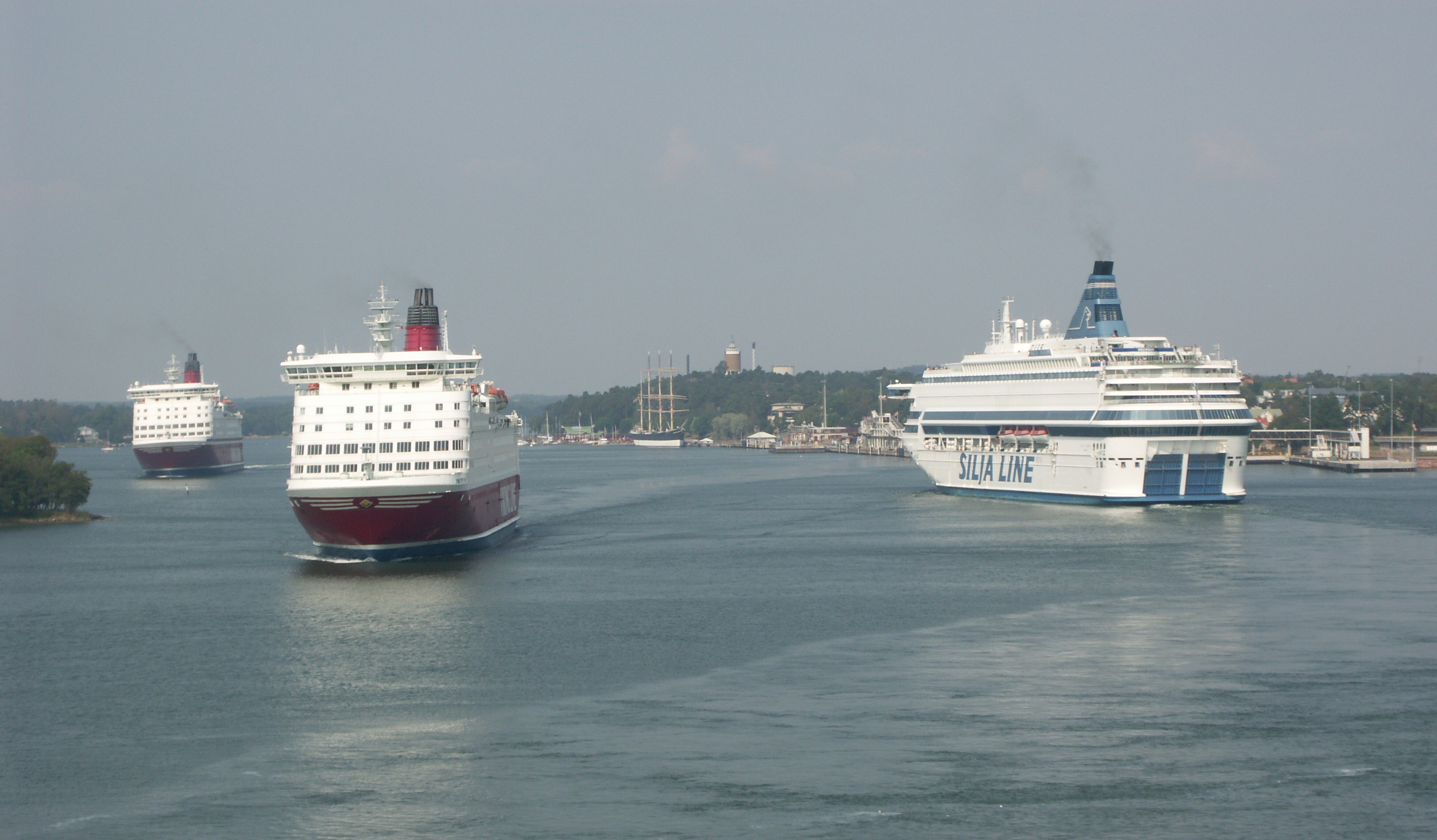
Kryssningsfärjorna anlöper Västerhamn på rutterna mellan Finland och Sverige.

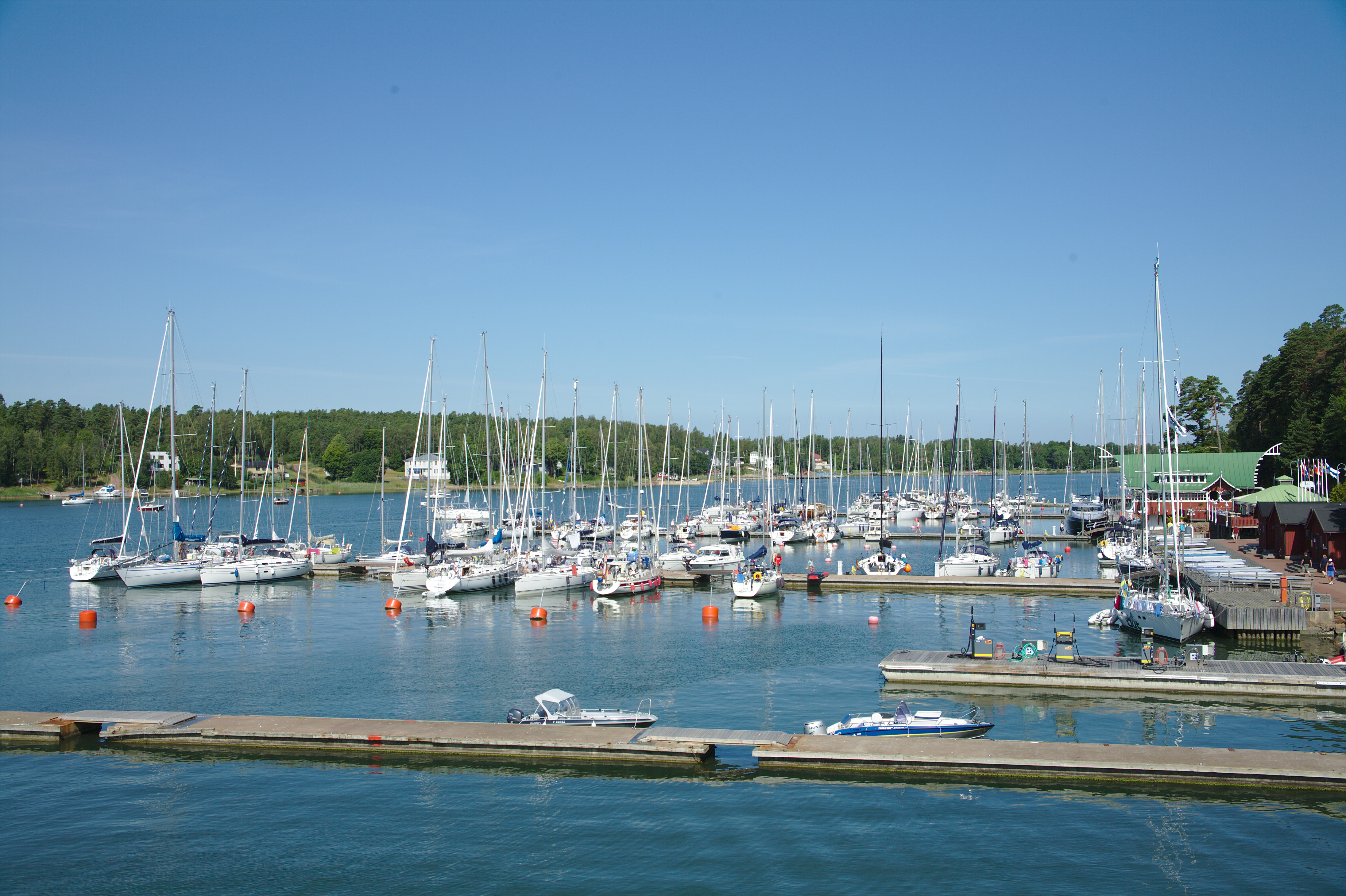
Marinan i Västerhamn.

Västerhamn är en hamn i Mariehamns stad på Åland. I hamnen finns färjterminaler, som kryssningsfärjorna anlöper på rutterna mellan Åbo, Nådendal och Helsingfors i Finland och Tallinn i Estland, och Stockholm och Kapellskär i Sverige, utom vissa turer som använder Långnäs, eller då väderförhållanden hindrar det. Längre norrut ligger Gamla tullhuset, Ålands sjöfartsmuseum, museifartyget Pommern, ÅSS' gästhamn och Pub Bastun. I anslutning till hamnen finns även nöjesanläggningen Mariepark och Lotsbroverket.